# Ceslaus Gotthard von Schaffgotsch
Ceslaus Gotthard von Schaffgotsch (ur. 9 listopada 1726 we Wrocławiu; zm. 17 października 1781) – wikariusz generalny biskupstwa wrocławskiego.
Ceslaus Gotthard von Schaffgotsch był synem Hansa Antona von Schaffgotscha. W latach 1747–1748 studiował na uniwersytecie w Paryżu i w 1748 roku uzyskał doktorat teologii na uniwersytecie w Orleanie. W tym samym roku został kanonikiem kapituły katedralnej we Wrocławiu, a 1753 roku prepozytem kapituły.
W 1756 roku jego brat biskup wrocławski Philipp Gotthard von Schaffgotsch mianował go wikariuszem generalnym diecezji. W 1757 roku Ceslaus Gotthard wraz z bratem zbiegł do austriackiej części diecezji wrocławskiej. W 1763 roku zrzekł się kanonii w kapitule wrocławskiej.